# Rajd Bułgarii 2012
Rajd Bułgarii 2012 (43. Rally Bulgaria) – 43. edycja rajdu samochodowego Rajd Bułgarii rozgrywanego w Bułgarii. Rozgrywany był od 8 do 10 czerwca 2012 roku. Bazą rajdu była miejscowość Borovec. Była to czwarta runda Rajdowych Mistrzostw Europy w roku 2012. Rajd był zarazem drugą rundą Rajdowych Mistrzostw Bułgarii. Składał się z 15 odcinków specjalnych.

## Klasyfikacja rajdu
| Msc..                  | Kierowca               | Pilot                  | Samochód                    | Czas                   | Strata                 |                        |
| Klasyfikacja generalna | Klasyfikacja generalna | Klasyfikacja generalna | Klasyfikacja generalna      | Klasyfikacja generalna | Klasyfikacja generalna | Klasyfikacja generalna |
| ---------------------- | ---------------------- | ---------------------- | --------------------------- | ---------------------- | ---------------------- | ---------------------- |
| 1.                     | Dimityr Iliew          | Yanaki Yanakiev        | Škoda Fabia S2000           | 2:20:26.5              | 0.0                    |                        |
| 2.                     | Petar Gyoshev          | Dimitar Spasov         | Peugeot 207 S2000           | 2:20:49.3              | +22.8                  |                        |
| 3.                     | Krum Donchev           | Petar Yordanov         | Peugeot 207 S2000           | 2:21:28.1              | +1:01.6                |                        |
| 4.                     | Maciej Rzeźnik         | Przemysław Mazur       | Mitsubishi Lancer Evo X R4  | 2:25:33.0              | +5:06.5                |                        |
| 5.                     | Antonín Tlusťák        | Jan Škaloud            | Škoda Fabia S2000           | 2:26:52.6              | +6:26.1                |                        |
| 6.                     | Daniel Popov           | Dilian Popov           | Mitsubishi Lancer Evo IX R4 | 2:32:51.1              | +12:24.6               |                        |
| 7.                     | Tihomir Stratiev       | Dobrin Borisov         | Citroën C2 R2 Max           | 2:34:52.6              | +14:26.1               |                        |
| 8.                     | Francesco Parli        | Andrea Cecchi          | Citroën DS3 R3T             | 2:37:27.4              | +17:00.9               |                        |
| 9.                     | Ekaterina Stratieva    | Carmen Poenaru         | Citroën C2 R2               | 2:42:54.0              | +22:27.5               |                        |
| 10.                    | Vasilis Gatsos         | Maria Amarantidou      | Citroën Saxo VTS            | 2:46:05.7              | +25:39.2               |                        |
| Klasyfikacja ERC       |                        |                        |                             |                        |                        |                        |
| 1.                     | Dimityr Iliew          | Yanaki Yanakiev        | Škoda Fabia S2000           | 2:20:26.5              | 0.0                    |                        |
| 2.                     | Petar Gyoshev          | Dimitar Spasov         | Peugeot 207 S2000           | 2:20:49.3              | +22.8                  |                        |
| 3.                     | Krum Donchev           | Petar Yordanov         | Peugeot 207 S2000           | 2:21:28.1              | +1:01.6                |                        |
| 4.                     | Maciej Rzeźnik         | Przemysław Mazur       | Mitsubishi Lancer Evo X R4  | 2:25:33.0              | +5:06.5                |                        |
| 5.                     | Antonín Tlusťák        | Jan Škaloud            | Škoda Fabia S2000           | 2:26:52.6              | +6:26.1                |                        |
| 6.                     | Tihomir Stratiev       | Dobrin Borisov         | Citroën C2 R2 Max           | 2:34:52.6              | +14:26.1               |                        |
| 7.                     | Francesco Parli        | Andrea Cecchi          | Citroën DS3 R3T             | 2:37:27.4              | +17:00.9               |                        |
| 8.                     | Ekaterina Stratieva    | Carmen Poenaru         | Citroën C2 R2               | 2:42:54.0              | +22:27.5               |                        |
| 9.                     | Vasilis Gatsos         | Maria Amarantidou      | Citroën Saxo VTS            | 2:46:05.7              | +25:39.2               |                        |
| 10.                    | Ivo Daskalov           | Stoian Dobrev          | Renault Clio Sport          | 2:49:44.0              | +29:17.5               |                        |